# Pernagera lena
Pernagera lena är en snäckart som beskrevs av Tom Iredale 1939. Pernagera lena ingår i släktet Pernagera och familjen Charopidae. Inga underarter finns listade i Catalogue of Life.